# Motion City Soundtrack
Motion City Soundtrack est un groupe de rock américain, originaire de Minneapolis, dans le Minnesota. Formé en 1997, il se composait de Justin Pierre à la guitare et au chant, le guitariste Joshua Cain, Jesse Johnson au synthétiseur Moog, Matthew Taylor à la basse et Tony Thaxton à la batterie.
Le groupe compte deux membres de la formation originelle de 1997, Justin Pierre et Joshua Cain, avant sa séparation en 2016. Motion City Soundtrack compte quatre albums studio dont les ventes avoisinent les 600 000 exemplaires à travers le monde (les États-Unis représentant à eux seuls près de 500 000 exemplaires vendus),.

## Biographie

### Formation et débuts (1997–2003)
Motion City Soundtrack est né des cendres de deux groupes locaux. Joshua Cain de Saddest Girl Story recrute Justin Pierre de Slide Coaster, permettant la création de Motion City Soundtrack à Minneapolis, Minnesota, en 1997,. On retrouve dans le line-up actuel seulement Joshua Cain et Justin Pierre du line-up originel qui comportait à l'époque le guitariste Joe Skinner qui restera moins d'un an, puis un peu plus tard, le batteur Andrew Whitney. Joshua Cain déclara plus tard qu'ils avaient réalisé rapidement qu'il n'y avait "plus d'endroits où vraiment se produire en concert à Minneapolis", et qu'ils devraient "tourner tout le temps" pour se faire un nom.
Le nom du groupe Motion City Soundtrack est trouvé par le frère de Joshua Cain, Brian, à qui Joshua aurait dit « invente un nom pour quelque chose avec laquelle tu pourrais faire l'imbécile, juste une idée » puis l'aurait proposé au reste du groupe qui l'adopta.
En janvier 1998, Motion City Soundtrack joue ses premiers concerts dans de petites villes et connait un grand nombre de changements dans sa formation. Andrew Gruhn rejoint brièvement le groupe au synthétiseur Moog, Andrew Whitney quitte le groupe, pendant que Austin Lindstrom reprend la basse et Joel Habedank la batterie (anciennement membre de Sadie Foster et de The Fuck Yeahs). Plus tard en 1998, Andrew Gruhn s'en va, obligeant Joshua Cain et Justin Pierre à reprendre le Moog à tour de rôle pour enregistrer en studio avec Randy Duerr au Wigged Out. Ces enregistrements feront partie d'un single vinyle 7", Promenade / Carolina, marqué par la formation d'un line-up officiel, en 1999,.
Au début de l'année 2000, le groupe change encore de formation avec l'arrivée puis le départ rapide de Matthew Potocnik, les départs du batteur Joel Habedank et du bassiste Austin Lindstrom (pour la deuxième fois). Au milieu de l'année, Motion City Soundtrack sort son premier EP, intitulé Kids for America et auto-produit par Sound in Motion en collaboration avec le label Modern Radio Records. Cette sortie coïncide avec une tournée constituée par des groupes locaux de la même scène, le AMP 176. Le premier EP est suivi de près par Back to the Beat, toujours auto-produit et qui sera remarqué et chroniqué par Punk News en avril 2001, constituant l'une des premières chroniques officielles du groupe.
L'année 2002 est l'année de la formation du line-up définitif et actuel de Motion City Soundtrack. Les départs du batteur Sidney Burgdorf et du bassiste Austin Lindstrom ont permis le recrutement de deux ex-membres du groupe Submerge provenant de Richmond, Virginie, le batteur Tony Thaxton, et quelques mois plus tard le bassiste Matt Taylor. Les négociations pour le recrutement de Tony Thaxton ont pris environ une année. Jesse Johnson, le dernier musicien à rejoindre le groupe, est à la base un collègue de Joshua Cain dans la pizzeria où ils travaillaient ensemble, à Minneapolis. Il rejoint le groupe trois semaines avant l'enregistrement de leur premier album et apprend à ce moment à jouer du Moog sans aucune expérience au préalable,.

### Popularisation et succès (2003–2011)

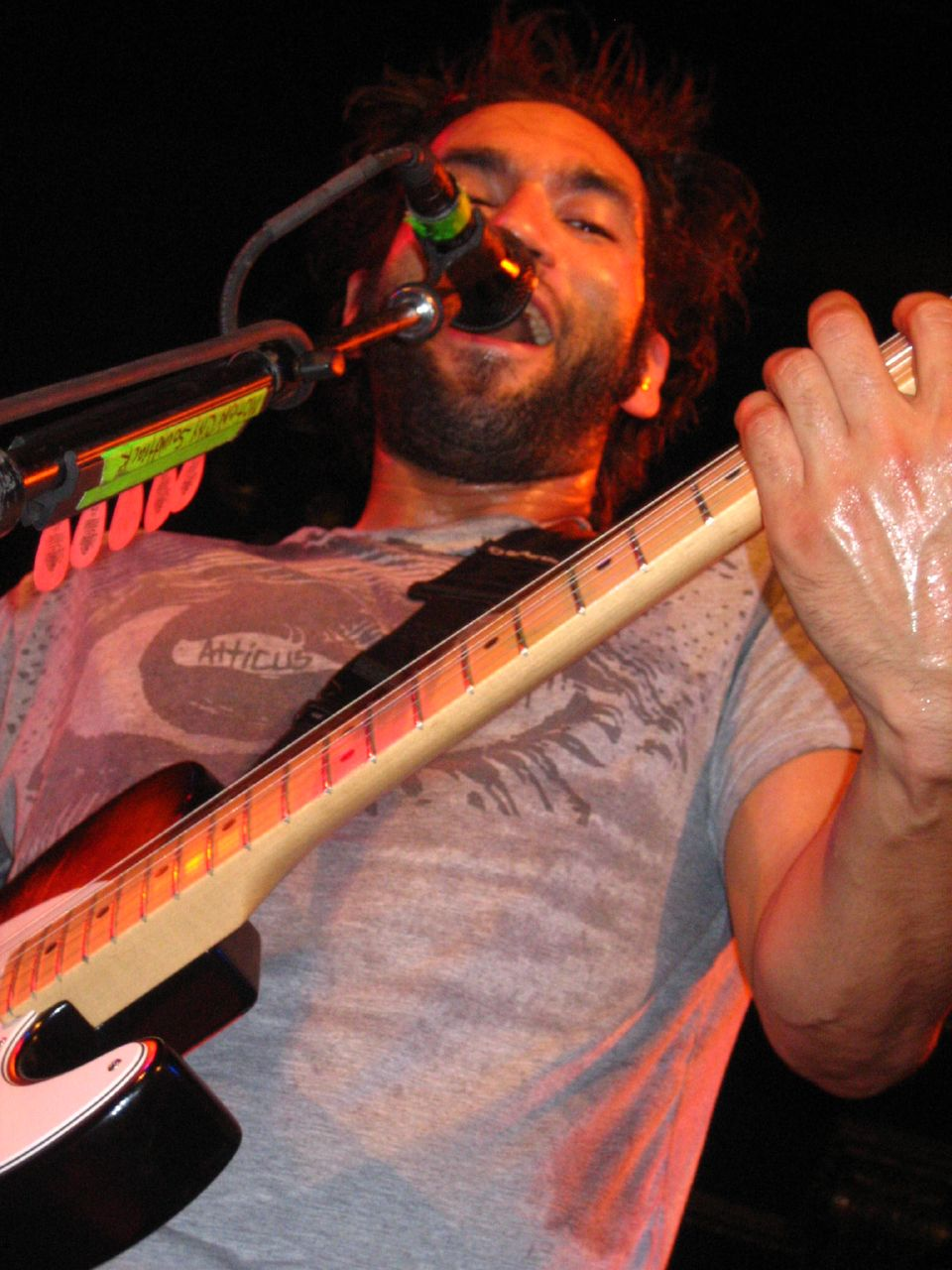
Justin Pierre, cofondateur de Motion City Soundtrack, en 2007.

Leur maison de disques Epitaph Records sort en 2003 une réédition de l'album I Am the Movie qui devient le premier franc succès du groupe. Le single The Future Freaks Me Out est diffusé à la télévision et devient un incontournable en live mais semble peu plébiscité par les stations de radio américaines : il n'apparaitra pas dans les charts. Les années 2003 et 2004 connaîtront la sortie de trois Split EPs, Motion City Soundtrack collaborant avec les groupes Schatzi, Limbeck et Matchbook Romance.
Le deuxième album, Commit this to Memory, est l'album qui rencontrera le plus de succès jusqu'à ce jour, se vendant à plus de 285 000 exemplaires et se positionnant à la deuxième position dans les Independent Albums Charts. Cet album inclut le single Everything Is Alright, qui rencontre un succès non négligeable sur MTV mais restera fébrile sur les ondes radio et dans les classements. Le groupe sortira son troisième album Even If It Kills Me en 2007. L'album se positionne en 16e position au Billboard 200 et premier des Independent Albums Charts. L'album comprend les singles Broken Heart, This Is for Real et It Had to Be You, dont chacun des clips sera diffusé à la télévision.
Motion City Soundtrack sort un quatrième album appelé My Dinosaur Life en janvier 2010, qui se positionne directement à la 15e place du Billboard 200 dès sa sortie. La sortie de l'album est précédée par une importante campagne de promotion nommée The Dinosaur Trail ou On the Dino trail with Justin Pierre, ce dernier parcourant les États-Unis accompagné de sa guitare acoustique pour se produire dans des lieux publics. My Dinosaur Life est le premier album de Motion City Soundtrack à sortir sur une maison de disques major, Columbia Records.

### Dernières activités (2012–2016)
Grâce à leurs nombreux concerts lors de tournées aux États-Unis, ils réunissent un nombre grandissant de fans, ce qui permet au groupe de signer avec le fameux label Epitaph Records. Le 12 juin 2012, le groupe publie son cinquième album, produit d'une collaboration entre Epitaph Records et le label fondé par le groupe, The Boombox Generation. La sortie de l'album est précédée de celle d'un premier single True Romance. Le second single, Timelines est publié le 22 mai 2012.
Le batteur Tony Thaxton quitte le groupe en mars 2013 après une longue bataille contre une dépression, liée aux tournées. Le groupe recrute un ami de longue date, Claudio Rivera de Saves the Day et publie un single avec lui, Inside Out, pour célébrer l'événement,. Le groupe écrit immédiatement un nouvel album, mais la progression est longue. Le groupe termine quelques démos enregistrées avec Mike Sapone, qui a aussi travaillé avec Brand New. Entretemps, une vidéo documentaire, I Am the Movie: The Movie, est publiée en 2013. Le groupe participe au Vans Warped Tour 2013 et à une tournée en tête d'affiche avec Relient K en novembre.
Le groupe enregistre son sixième album, Panic Stations, pendant deux semaines au Pachyderm Studio de Cannon Falls, dans le Minnesota, en juin 2014. Le groupe collabore avec le producteur John Agnello (Dinosaur Jr., Walt Mink, et Sonic Youth). L'album est majeure partie enregistré sur scène. La sortie de l'album est repoussée pendant près d'un an après la naissance de la fille de Pierre. Pour patienter, le groupe embarque dans une tournée spéciale dix ans, Commit This to Memory, entre janvier et février 2015, jouant l'album dans son intégralité. Ils allongent encore la tournée entre juin et août 2015. Panic Stations est publié le 18 septembre 2015 et bien accueilli par la presse spécialisée, cependant moins que son prédécesseur. Une tournée avec The Wonder Years s'ensuit entre octobre et novembre 2015 et assiste à la sortie d'un split 7" entre les deux groupes.
À peine l'année 2016 commencée, Cain affirme que de nombreuses chansons les attendent encore en janvier. Deux mois plus tard, le groupe annonce sa séparation. Ils effectuent leur tournée d'adieu So Long, Farewell Tour en Amérique du Nord entre mai et septembre 2016 avec le premier batteur, Tony Thaxton. Ils effectuent leur dernier concert au Metro de Chicago le 18 septembre 2016.

## Style musical et influences

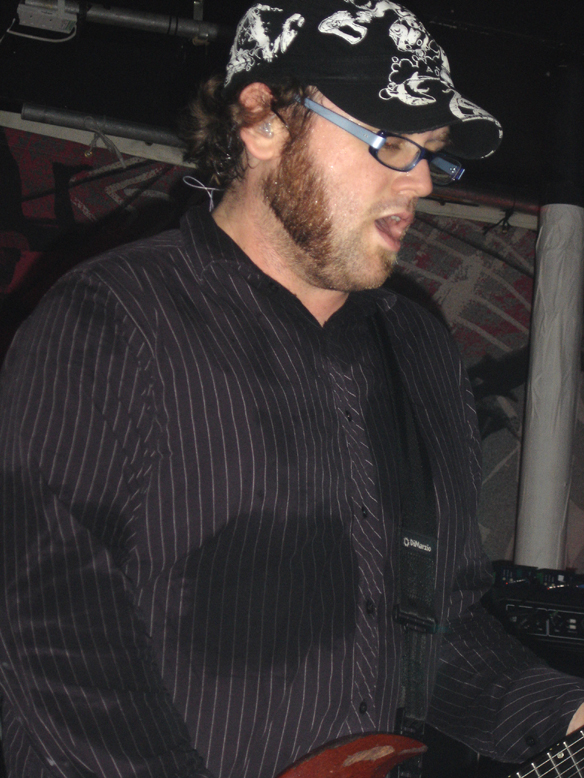
Joshua Cain, guitariste de Motion City Soundtrack, jouant à la Newcastle University en 2006.

Justin Pierre et Joshua Cain forment le groupe avec diverses inspirations allant de Sunny Day Real Estate, Jawbox, The Flaming Lips, Superchunk, à Braid, The Rentals, le rock du début des années 90, Elvis Costello, Pixies, la musique des années 80, la dance music et la pop de Ben Folds.
Le style musical du groupe est facilement reconnaissable à son mélange de pop punk avec un synthétiseur Moog. Motion City Soundtrack est attribué à de nombreux genres différents, de la pop rock, au rock indépendant, ou au punk revival, ou bien au genre pop punk,. On dit souvent d'eux qu'ils sont « plus pop qu'autre chose » mais émulsionné avec une « essence de base plutôt alternative, des chansons acoustiques » qui leur permettent « d'en dégager une recette et une saveur du succès. » Le groupe est décrit comme « trop éclectique pour être rangé dans un seul genre » selon Justin Pierre, qui plaisante sur le fait que le groupe devrait être rangé dans la catégorie « scrabble rock » et non pas « fraggle rock » (du nom d'une ancienne série télévisée avec des marionnettes) : « Vous savez, le jeu Scrabble, où vous devez trouver les plus longs mots pour gagner le plus points ? », en référence aux paroles de leurs chansons, avouant qu'il doit parfois utiliser un dictionnaire pour vérifier.
Leur premier album, I Am the Movie a été décrit comme ayant "un style distinctement homogène et identifiable." Un article en 2004, écrit par The News Record's Jeff Miller décrit ses inspirations "[...] qui proviennent d'Elvis Costello à Huey Lewis ; on pourrait le rapprocher, de manière plus appropriée, à une fusion entre Jimmy Eat World et The Get Up Kids. Assez d'énergie pour le classer dans le genre punk, contrasté avec des paroles assez emo pour en remplir un LiveJournal." Le style "synth-pop-punk" de Motion City Soundtrack est apporté par des "paroles et des lignes de guitares destinées à vous coller dans la tête, appuyées par les mélodies catchy des claviers de Johnson"
Le 3e album du groupe, Even If It Kills Me, a un son encore plus pop que les deux précédents. Jesse Johnson déclare que le groupe avait eu « l'opportunité d'ajouter des éléments comme des violons sur le dernier album. » The Daily Cardinal déclare que « l'album reste honnête avec les racines du groupe provenant du punk tout en restant fermement ancré dans la bubblegum pop de ses mélodies, » démontrant ainsi que le style du groupe gagne en maturité alors que « les stars de la pop se la jouent de manière plus sûre et restent concentrés dans ce qu'ils savent faire de mieux. »
Le défunt groupe californien Metro Station cite Motion City Soundtrack dans ses influences, Joshua Cain et Justin Pierre ayant produit deux de leurs chansons pour leur premier album éponyme.

## Membres

### Derniers membres
- Justin Pierre – chant, guitare (1997–2016)
- Joshua Cain – guitare, chœurs (1997–2016)
- Jesse Johnson – synthétiseur, claviers (2002–2016)
- Matthew Taylor – basse, piano, chœurs (2002–2016)
- Claudio Rivera – batterie, percussions, chœurs (2013–2016)

### Anciens membres
- Joe Skinner – guitare (1997)
- Andrew Gruhn – synthétiseur (1998)
- Austin Lindstrom – basse (1998–2000, 2001–2002)
- Andrew Whitney – batterie, percussions (1997–1998)
- Joel Habedank – batterie, percussions (1998–2000)
- Matthew Potocnik – basse (2000–2001)
- Sidney Burgdorf  – batterie, percussions (2001)
- Tony Thaxton – batterie, percussions, chœurs (2002–2013)